# ライオネル・ローズ
ライオネル・エドモンド・ローズ（Lionel Edmund Rose、1948年6月21日 - 2011年5月8日）は、オーストラリアの元プロボクサー。ビクトリア州メルボルン出身。アボリジニの血を引く。WBA・WBC世界バンタム級王者。オーストラリア大陸の先住民、アボリジニとして初のボクシング世界王者になった。

## 来歴
1968年2月27日、ヘスス・ピメンテル（メキシコ）の代役として、WBA・WBC世界バンタム級王者ファイティング原田に挑戦、判定でタイトルを奪取。桜井孝雄にダウンを奪われながらも僅差で勝利、その後もチューチョ・カスティーヨ、アラン・ラドキンと、計3度の王座防衛に成功。
1969年8月22日、4度目の防衛戦でルーベン・オリバレス（メキシコ）の強打に5回KO負け、王座から陥落した。
1971年5月30日、沼田義明の持つWBC世界ジュニアライト級王座に挑んだが、15回判定負けを喫した。
2007年に脳卒中で倒れてからは療養生活を送っていたが、2011年5月8日に死去。62歳没。

## 通算戦績
53戦42勝（12KO）11敗

## 獲得タイトル
- WBA世界バンタム級王座
- WBC世界バンタム級王座

## 脚註
1. ↑  “ファイティング原田破ったローズ氏死去”.   日刊スポーツ (2011年5月9日). 2022年8月19日閲覧。
2. ↑  Australian boxing great Lionel Rose dies aged 62 デイリー・テレグラフ 2011年5月8日閲覧